# ロボット競技
ロボット競技（ロボットきょうぎ、英: Robot competition(英語版)、英: Robot combat(英語版)）とは、ある目的を達成するように製作されたロボットを使って行われる競技である。参加するロボットは参加者が製作するのが基本であるが、大会によっては市販品をそのまま、または改造する場合もある。マイコンなどを用いた自律型ロボット以外にも、無線・有線による手動操作の競技も含まれるが、模型航空競技やラジコン模型自動車による競技はロボット競技とは言われない。ロボットコンテスト、ロボコンとも呼ばれる。

## 歴史
日本では1980年に開催された全日本マイクロマウス大会が最初とされている。また、ロボットコンテスト（高専ロボコン）としては、1981年に工学博士である森政弘が考案した東京工業大学の授業がルーツになっているとされている。
2017年には有人機同士による格闘競技がイベントとして行われた。

## 屋外でのロボットの競技

### DARPA グランド チャレンジ
DARPAグランド・チャレンジは自動運転車によるラリー形式の競技であった。モハーヴェ砂漠で開催され、優勝者がいなかった2004年の大会では賞金が$1,000,000であった。最も長距離走った参加車両でさえわずか7.4マイルであった。しかしながら、賞金が$2,000,000に増額された2005年大会ではスタンフォード大学が優勝して5台が完走した。
2007年の競技では実物大の街並みを模した環境下で実施された。6台の車両が完走した。賞金は優勝が$2,000,000で2位が$1,000,000で3位が $500,000であった。DARPAは自動運転技術は今後、競技が無くても継続的に速やかに開発されると信じて競技は終了した。
アメリカ軍の地上戦闘車両を"2015年までに出来る限り早く"導入するためにアメリカ議会による技術開発が求められた。

### Intelligent Ground Vehicle Competition (IGVC)
IGVCは、1992年以来開催されている無人自律走行車に関する競技大会。大学生のチームが自律地上車両を開発して競う。主にアメリカで開催され、参加大学はアメリカ、カナダ、日本、台湾、中国、インドなどのチームが参加している。競技はいくつかあり、Auto-Nav Challenge Competition、Design Competition、IOP Challengeに分かれる。Auto-Nav Challenge Competitionは、所定の時間内に屋外の障害物コースを回らなければならない。Design Competitionは、プレゼンテーションにより開発した自律車両のイノベーションを審査する。IOP Challengeは、無人自律走行車の通信プロトコルであるJAUSをIGVC車両に実装する競技である。

### ヨーロッパ ランド ロボット トライアル
ヨーロッパ ランド ロボット トライアルは近代的なロボット技術の実証の場である。ヨーロッパの安全と防衛ロボットに直結するロボットを学問と商業的な背景の協力によって実現を目指す。年に一回、民間用と軍用が交互にヨーロッパ各地で開催される。
2013年開催後、2015年から民間用ヨーロッパ地上ロボットトライアルは欧州委員会のSeventh Framework Programme (FP7)の支援を受けた新たに設立されたEURATHLONトライアルが引き継ぐ予定である。

### オフロードロボット競技
フィンランドロボット協会によって開催される。
目標は人の助けを伴わず未舗装の道路を動けるロボットを開発する事である。競技は年に1回、夏にフィンランドのJämi航空ショーの期間中に開催される。  
競技のコースは無作為に10分間に4本の木の棒を200mのコースを運ぶものである。コースは砂地や藪や岩で構成される。ロボットは開始からゴールまで外部からの人の補助を得ずに出来るだけ早く走らなければならない。 YouTube movies and pictures from the 2007 and 2008 competitions are available.

### センチネル チャレンジ
センチネル チャレンジ はNASAのアメリカ国民による政府の予算に頼らない技術のコンテストの賞である。

### 国際自律ロボットレースチャレンジ (IARRC) 2010
世界中の学生が参加して人による誘導や制御を伴わない小型ロボットが他のロボットに対抗して屋外でレースを競う。ドラッグレースとサーキットレースがあり車両は交通規則に従う事が要求される。これらのロボットは宇宙探査、地雷除去、救命救助、遠隔探査や自動検査のような用途で用いられる方法で自分で道を探す。

## 水中ロボットの競技

### AUVSI 財団と ONR's RoboSub 競技
1997年から海軍研究局Office of Naval Research (ONR)との共同開催で先進的な自律型無人潜水機(AUV)の開発目的としている。若手の技術者とAUV技術開発機構の協力によって競われる。高校生や大学生も参加できる。

### 先進海洋技術教育センター競技会
先進海洋技術教育(MATE)センターが後援する年に一回開催される国際的な遠隔操作無人潜水機(ROV)の競技会で海洋技術学会のROV委員会の協賛で開催される。 2002年に初めて開催され中学生(5-8年生)、高校生(9-12年生)、技術短期大学、4年生の大学生と同様に同年代の自宅学習の学生も参加する。競技は技術水準に応じて初心者、初心者/中級、中級、上級者に分かれ上級者ほど難易度の高いタスクが課せられる。
MATE ROV競技には学生自身が"事業主"として主体性をもって考えROVを"製品"として製造、販売する事が必要である。さらにROVの製造で学生達は技術報告を求められ査読される。MATEセンターの後援は20社以上の地元の企業で構成される。6月に上位のチームは毎年異なる地域のMATE国際学生ROV競技に招かれる。競技は開催地によって異なる。以前のテーマは海洋観測システム、第二次世界大戦の船の探査、氷の下の科学、潜水艦レースや水中火山だった。

### 学生自律水中チャレンジヨーロッパ (SAUC-E)
2006年から SAUC-E チャレンジは実際のミッションを実行可能な自律型水中無人機(AUV)を設計、製造する次世代の技術者のために開催される。
水中技術と関連する用途に関する在学生を対象にする。この分野の同様に若い技術者と科学者も参加する。チームの人数の75%は学生でなけらばならない。2010年からSAUC-EはイタリアのLa Spezia (Italy) のNATO 水中研究センター (NURC)、現在の海洋研究実験センター (CMRE)で開催される。
4度の第一段階の成功後、競技は実際の状況に近い環境(視界が限られた海水)になった。

### Shell Ocean Discovery XPRIZE
Xプライズ財団が主催する水中探査ロボットによる、4000m級の海底探査を競うコンテスト。4,000mまでの水深の超広範囲（100km2以上）の海洋底の高精度（解像度：水平5m、垂直50cm 以上）の3次元地図を作成する競技で技術提案書審査、水深2,000mまでの実海域試験であるRound1、水深4,000mまでの実海域試験であるRound2という3つの関門がある。海底地図作成の最高解像度を実証し、速度、自律性、水深に関する最低限の要件を満たすスコアで評価される。

## 日本で開催されている主なロボット競技
- マイクロマウス
- 高専ロボコン（アイデア対決・全国高等専門学校ロボットコンテスト）
- NHK学生ロボコン
- ロボカップ
- ロボカップジュニア
- World Robot Olympiad
- 全国高等学校ロボット競技大会
- 全日本ロボット相撲大会
- ROBO-ONE
- ロボファイト・ロボゴング
- IDCロボットコンテスト大学国際交流大会
- マイコンカーラリー
- レスキューロボットコンテスト
- 全日本学生室内飛行ロボットコンテスト
- 創造アイデアロボットコンテスト全国中学生大会
- ETロボコン
- PALROコンテスト
- リアルロボットバトル日本一決定戦
- 若年者ものづくり競技大会 ロボットソフト組込み
- 八尾ロボットコンテスト
- ワールドロボットサミット（WRS）
- 対話ロボットコンペティション

## 海外で開催される又は国際的に開催される主なロボット競技
- RoboCup
- ABUロボコン
- RoboMaster
- FIRST Robotics Competition
- VEX Robotics（英語版）
- ロボリンピック
- バトルボット（英語版）
- World Robot Olympiad
- DARPAグランド・チャレンジ
- 技能五輪国際大会 移動式ロボット職種
- Intelligent Ground Vehicle Competition（英語版）

## ロボット競技を題材とした作品
実際のロボット競技を題材とした作品のみを挙げる。実在しないロボット競技を題材とした作品についてはCategory:架空のロボット競技を題材とした作品を参照。
映画
- ロボコン（監督：古厩智之・主演：長澤まさみ）
- More Than Robots（監督：Gillian Jacobs・配信：Disney）

小説
- 女子学生会長 マッカーサー大戦回想記に目覚める！（著者：初田景都）

漫画
- ロボットボーイズ（原作：七月鏡一・作画：上川敦志）
- アクト・オン!（著者：神矢みのる）
- アスコーマーチ!〜県立明日香工業高校行進曲〜 ロボット相撲編（著者：アキヤマ香）

ゲーム
- THE ロボットつくろうぜっ! 激闘!ロボットファイト
- ROBOTICS;NOTES